# Pieter Snayers

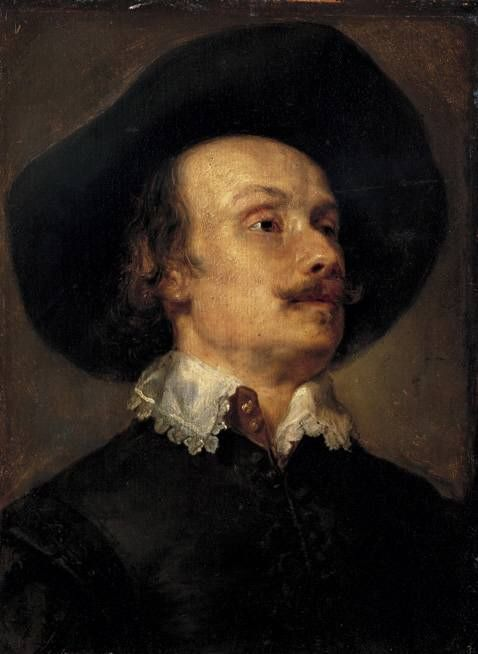
Retrat de Pieter Snayers, per Anton van Dyck.

Pieter Snayers (Anvers 1592 – Brussel·les 1666 o 1667) va ser un pintor flamenc conegut per les seves representacions de batalles històriques.
Va estudiar probablement amb Sebastiaan Vrancx abans d'inscriure's com a mestre en el gremi de Sant Lluc d'Anvers el 1612. Entre 1626 i 1628 es va traslladar a Brussel·les, on va treballar per a la cort de la infanta Isabel Clara Eugènia, governadora dels Països Baixos; posteriorment, després de la mort d'Isabel, va treballar a la cort del cardenal infant Ferran d'Àustria i en la de l'arxiduc Leopold Guillem d'Habsburg. Va col·laborar amb Rubens en diverses ocasions, entre elles en la inacabada sèrie dedicada a la vida d'Enric IV (1628 - 1630) i en la sèrie de pintures mitològiques per a la Torre de la Parada (1637 - 1640). El seu deixeble més conegut va ser Adams Frans Van der Meulen.